# نهر بريسومسكوت
نهر بريسومسكوت  هو نهر يقع في مقاطعة كمبرلاند بولاية مين . وهو المنفذ الرئيسي لبحيرة سيباغو. كان النهر ممر نقل مع طاقة مائية موثوقة للتنمية الصناعية لمدينة ويستبروك وقرية ساوث ويندهام .

## نبذة
يتدفق النهر عبر مجتمعات ستانديش وويندهام وجورهام وويستبروك وبورتلاند وفالموث قبل أن يصب في خليج كاسكو في فالماوث. يتم سد النهر عبر طريق ولاية مين 35 بين ستاندش وويندهام ، بالقرب من شمال ويندهام ، وطريق شمال جورهام إلى ويندهام سنتر بين جورهام و ويندهام ، عن طريق قسم جبال السكك الحديدية المركزية بين مين ويندهام وجنوب ويندهام ، وطريق الولايات المتحدة 202 في جنوب ويندهام. يتم سد النهر مرة أخرى من قبل قسم ماين سنترال ماونتن في ويستبروك وطريق الولايات المتحدة 302 في ريفرتون بين ويستبروك وبورتلاند. في فالماوث ، يتم سد النهر من قبل الطريق السريع 495 السابق (الآن الطريق 295) ؛ خطوط ولاية مين المتزامنة 26 و 100 ، والطريق السريع 95 ، وطريق ولاية مين 9 ، وسكة حديد ماين المركزية ، والطريق السريع 295 ، وخط السكك الحديدية الكبير ، وطريق الولايات المتحدة 1 .

## التنمية الصناعية المبكرة
تم بناء مناشر على النهر خلال 1660s. تم بناء أول مصنع للورق في ولاية ماين على النهر في فالماوث في عام 1731 من قبل الجنرال صامويل والدو .

## القناة
كان النهر ممر نقل مبكر بين خليج كاسكو وبحيرة سيباجو . تم الانتهاء من سلسلة من السدود والأقفال في عام 1830 لتشكيل كمبرلاند وقناة أكسفورد . عملت القناة حتى تم استبدالها بسكة حديد بورتلاند وأوغدنسبورغ في عام 1870. يوفر نظام قفل القناة تحكمًا في الارتفاع 45 ميل مربع (117 كـم2) مساحة بحيرة سيباجو كخزان للمطاحن التي تعمل بالطاقة المائية على طول النهر. تنافست شركة Warren Paper Mil في ويستبروك مع شركة Oriental Powder Company في غورهام و ويندهام للتحكم في تدفق المياه بعد توقف القناة عن التشغيل . مارست مصانع الورق السيطرة لأكثر من نصف قرن بعد إغلاق مصنع البارود في عام 1905.

## السدود
هناك ثمانية سدود تعيق تدفق النهر وهو يشق طريقه إلى المحيط ، وبعضها ينتج طاقة كهرومائية . هذه السدود هي سد إيل ويل ، سد شمال جورهام ، سد دندي ، سد جامبو ، سد ليتل فولز ، سد ماليسون ، سد ساكارابا ، وسد كمبرلاند ميلز. منذ إزالة سد سميلت هيل في فالماوث في عام 2002 ، آخر 7 ميل (11 كـم) من النهر بعد سد كمبرلاند ميلز يتدفق الآن دون عوائق إلى المحيط.

## الحماية
محمية نهر بريمبسكوت ، محمية طبيعية بمساحة 48 فدان ، تقع في شمال ديرينغ بجانب نهر بريمبسكوت. تم شراؤها وحفظها في عام 2001 من قبل برنامج Land for Maine Future .
في أغسطس 2014 ، حافظت بورتلاند تريلز على 20 فدانًا من الأراضي في مصب نهر بريمسكسكوت في فالماوث حول مايل بوند.

## روابط خارجية
- "Presumpscot River" . نظام معلومات الأسماء الجغرافية . المسح الجيولوجي للولايات المتحدة . تم الاسترجاع 2009-04-06 .
- وعد نهر Presumpscot KeepMEcurrent.com ، 28 مارس 2013